# Le cose che vivi
Le cose che vivi (magyarul: A dolgok, amikért élsz) Laura Pausini 3. olasz nyelvű albuma. 1996 őszén adták ki. Ez az album az énekesnő egyik legsikeresebb albuma, amiből 5 millió darabot adtak el.

## Dalok
1. Le cose che vivi (A dolgok, amikért élsz)
2. Ascolta il tuo cuore (Hallgass a szívedre)
3. Incancellabile (Törölhetetlen)
4. Seamisai       (Ha szeretsz, tudod)
5. Angeli nel blu (Angyalok az égben)
6. Mi dispiace (Sajnálom)
7. Due innamorati come noi (Két olyan szerelmes, mint mi)
8. Che storia è (Miféle kapcsolat ez)
9. 16/5/74
10. Un giorno senza te (Egy nap nélküled)
11. La voce (A hang)
12. Il mondo che vorrei (A világ, amit szeretnék)